# マンゴーシックス

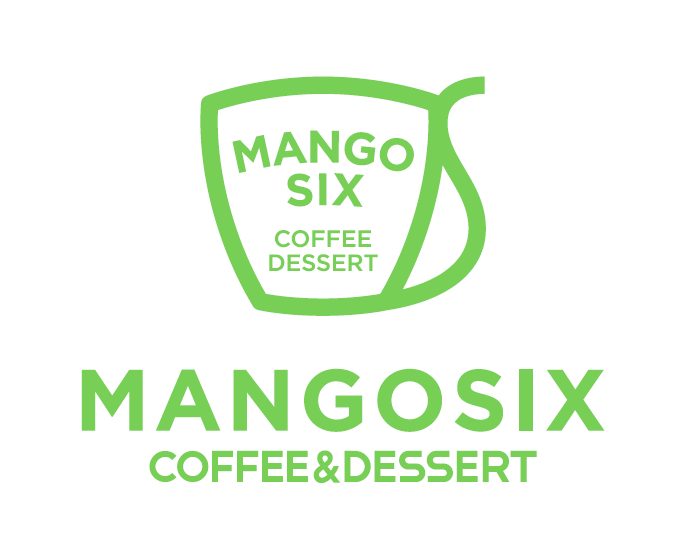
[http://mangosix.co.jp

マンゴーシックス（ MANGOSIX ）は、2011年に大韓民国ソウル特別市で開業したコーヒーのチェーン店である。

## 概要
創業者のKANG HOONは、1998年にHollys Coffeeを設立。2008年にカフェベネのCEOに就任。
2017年時点ではおよそ8の国と地域で営業展開をし、店舗数は170店。
イメージキャラクターはコン・ユ。日本で人気のKARAのニコルがレシピしたクッキー＆マフィンとハワイアンコナ（KONA）コーヒーが特徴です。※現在は提供しておりません（2021年3月時点）
コン・ユが所属する芸能事務所から2012年夏に『紳士の品格』でもお馴染み俳優キム・スロさんが運営交代し、更にパワーアップしたメニューが増えました。ドラマ『相続者たち』でパク・シネが作るシーンも出てきた「ブルーレモネード」は、ドラマ『紳士の品格』に登場してから、マンゴーシックスの代表メニューになりました。

### 日本での展開
2016年（平成28年）10月8日、沖縄県宮古島市のドン・キホーテ宮古島店内に日本1号店としてMANGOSIX宮古島店が開店したが、1年後の2017年10月29日に閉店した。
2019年8月10日、鬼茶房 Oni Cafe powered by MANGOSIX （ マンゴーシックス 那覇 ）で那覇市内に再出店した。

## 店名の由来
店名の由来は、6つの「S」─「Sensual」「Slim」「Sweet」「Social」「Sexy」「Style」

## 店舗の特徴
- 南国の雰囲気を演出
- 店内全面禁煙（韓国店舗）／店内分煙（日本国内店舗）